# Kỳ giông hang

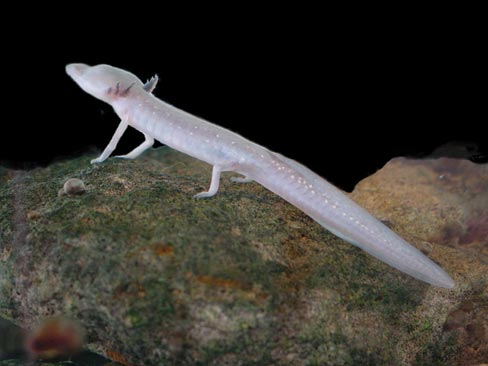
Một loài kỳ giông hang, chúng có đặc trưng là mắt tiêu biến và da không có sắc tố, đây là những đặc điểm không cần thiết khi sống trong môi trường bóng tối

Kỳ giông hang hay kỳ giông hang động là các loại kỳ giông sống chủ yếu hoặc chỉ sống trong môi trường hang động, với một nhóm gồm nhiều loài. Một số loài động vật này đã phát triển đặc biệt, thậm chí cực đoan để thích ứng với môi trường dưới lòng đất của chúng. Một số loài chỉ có mắt thô sơ (hoặc thậm chí không có) là động vật mù (salamanders). Những cá thể khác không có sắc tố, làm cho chúng có màu vàng nhạt hoặc hồng nhạt (ví dụ như loài Eurycea rathbuni). Với ngoại lệ đáng chú ý của loài Proteus anguinus, tất cả các con kỳ giông hang động là thành viên của họ Plethodontidae (kỳ giông không phổi).

## Lịch sử
Nghiên cứu khoa học đầu tiên về động vật hang động tập trung vào một loài kỳ giông hang động là Proteus anguinus. Nó được ban đầu được xác định là "ấu trùng của con rồng" của Johann Weikhard von Valvasor năm 1689. Sau đó, nhà tự nhiên học người Áo Joseph Nicolaus Lorenz mô tả nó một cách khoa học vào năm 1768. Một mô tả khoa học đầu tiên về một con kỳ giông hang động được thực hiện bởi Constantine Samuel Rafinesque năm 1822 trong khi ông là giáo sư về thực vật học và lịch sử tự nhiên tại Đại học Transylvania ở Lexington, Kentucky. Những loài mà ông mô tả được biết đến với người dân địa phương như một "con rối hang động" và bây giờ được gọi là Eurycea lucifuga. Phát hiện của ông ta không đáng ngạc nhiên vào thời điểm đó vì E. lucifuga cư trú gần lối vào của các hang động, do đó một cuộc thám hiểm sâu không cần thiết, và, E. lucifuga không phải là loài vật khiếm thị.

## Các loài
- Proteus anguinus
- Eurycea lucifuga
- Eurycea (ở Bắc Mỹ) và Speleomantes (ở Pháp và Ý)
- Eurycea lucifuga
- Eurycea rathbuni, trước đó là Typhlomolge rathbuni
- Eurycea tridentifera
- Eurycea spelaea, trước đó là Typhlotriton speleus
- Speleomantes ambrosii
- Speleomantes imperialis
- Speleomantes supramontis
- Speleomantes italicus
- Speleomantes flavus
- Speleomantes strinatii
- Speleomantes sarrabusensis
- Gyrinophilus palleucus
- Gyrinophilus palleucus necturoides
- Gyrinophilus gulolineatus
- Atylodes genei
- Chiropterotriton mosaueri
- Haideotriton wallacei